# Горний (Архангельський район)
Го́рний (рос. Горный, башк. Горный) — присілок у складі Архангельського району Башкортостану, Росія. Входить до складу Арх-Латиської сільської ради.
Населення — 165 осіб (2010; 196 в 2002).
Національний склад:
- башкири — 59 %
- росіяни — 29 %